# Michael Atkinson
Pour les articles homonymes, voir Atkinson.
Michael Atkinson, né le 16 mai 1964 à Oswego, est un haut fonctionnaire américain. Il est le second inspecteur général de la Communauté du renseignement, de mai 2018 à mai 2020.